# Павук Віталій Васильович
Віталій Павук (Vitalii Pavuk) - фотограф, художник, мандрівник, відеограф, документаліст і не тільки, бо багато, що йому цікаве.
Він народився 26 травня 1996 році у пологовому будинку міста Бережани 11:45 ранку.
Проживав з дитинства у селі Шибалин тоді, ще Бережанського району - зараз це Тернопільський район Тернопільської області - Україна.

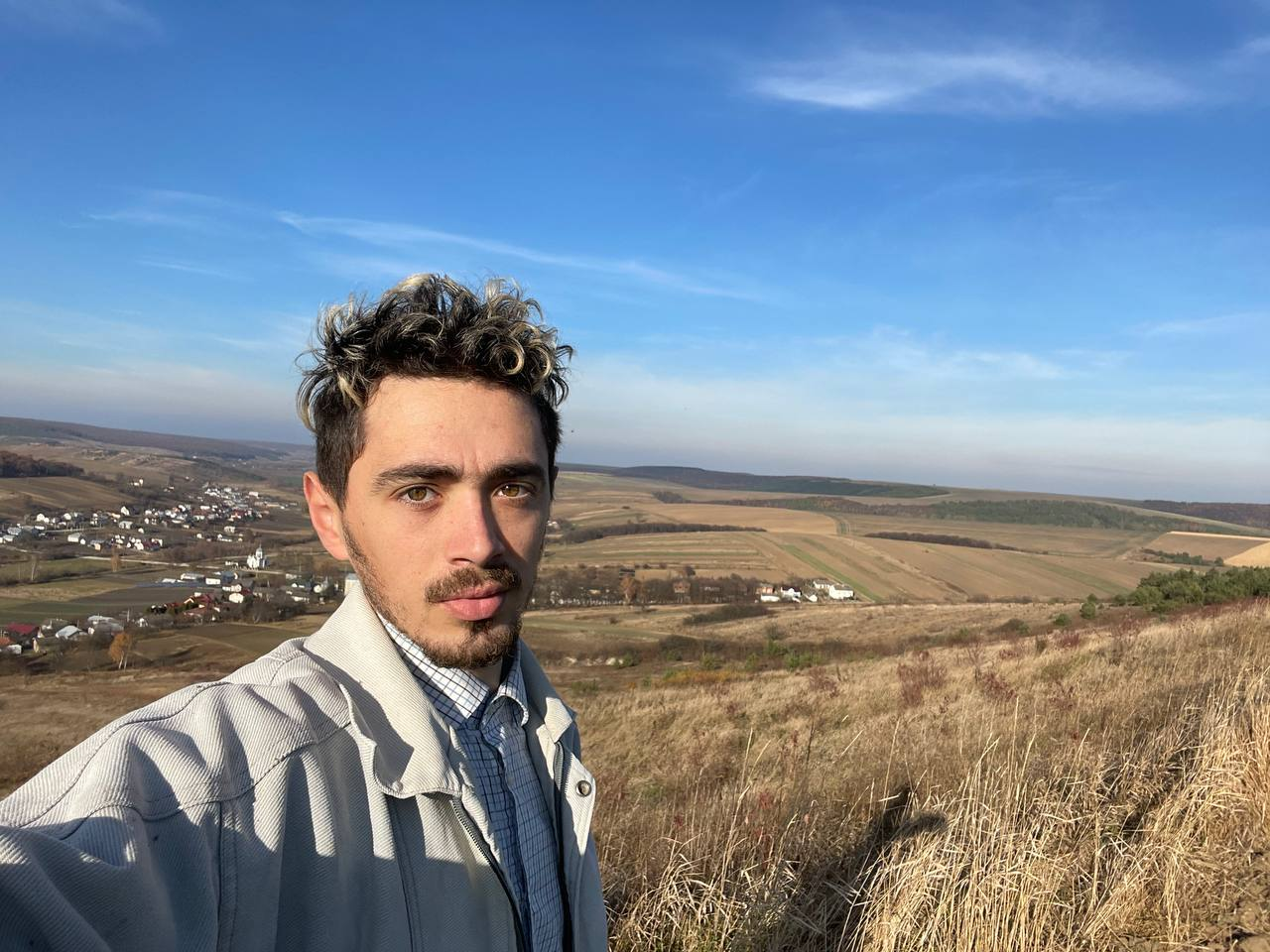
Віталій Павук на горі Варчичка у Шибалині (сфотографовано 28 Жовтня 2021)

## Основне про життя
Мав персональні виставки та брав участь у відеоконкустах.
Навчався у Шибалинській школі 1-2 ступенів(зараз Гімназія), потім у Бережанських Музичні та Художні школах, пізніше у коледжі Технологій та Дизайну в Києві.
Його батько Павук Василь Генадієвич 1967 року народження та мати Павук (Матвієйко) Любов Євгенівна 1973 року народження.
Має також брата Андрія (1993) та сестру Марічку (1998).
Віталій любить життя, не дарма його ім'я означає Життєвий.
Життєве кредо: Живи, Твори, Мрій і Надихай!

## Родовід
|                              |              |                         |                     | Віталій Павук                   | брат Андрій.                               | сестра Марія                      |                                       |                           |                                        |               |             |                            |                    |
| Батьки                       |              |                         |                     |                                 | Василь Павук Генадієвич                    | Любов Павук (Матвієйко) Євгенівна |                                       |                           |                                        |               |             |                            |                    |
| Бабці та Діди                |              |                         |                     | Генадій Павук Петрович          | Степанія Павук (Бабухівська) Тимофіївна    | Євген Матвієйко Степанович        | Зеновія Матвієйко (Старко) Михайлівна |                           |                                        |               |             |                            |                    |
| Прадіди Прабабці             |              | Петро Павук Миколайович | Марія Павук         | Тимофій Бабухівський Васильович | Катерина Бабухівська (Ціпліцька) Василівна | Степан Матвієйко Лук'янович       | Ганна Матвієйко (Савуляк) Купріянівна | Михайло Старко Степанович | Анастасія Старко (Сідорович) Андріївна |               |             |                            |                    |
| Прапрадіди Прапрабабці       | Микола Павук | Василь Бабухівський     | Маланія Бабухівська | Василь Ціпліцький Марцинович    | Марія Ціпліцька (Ціховська) Марцинівна     | Лук'ян Матвієйко                  | Марія Матвієйко                       | Купріян Савуляк           | Олена Савуляк                          | Степан Старко | Юлія Старко | Андрій Сідорович Франкович | Катерина Сідорович |

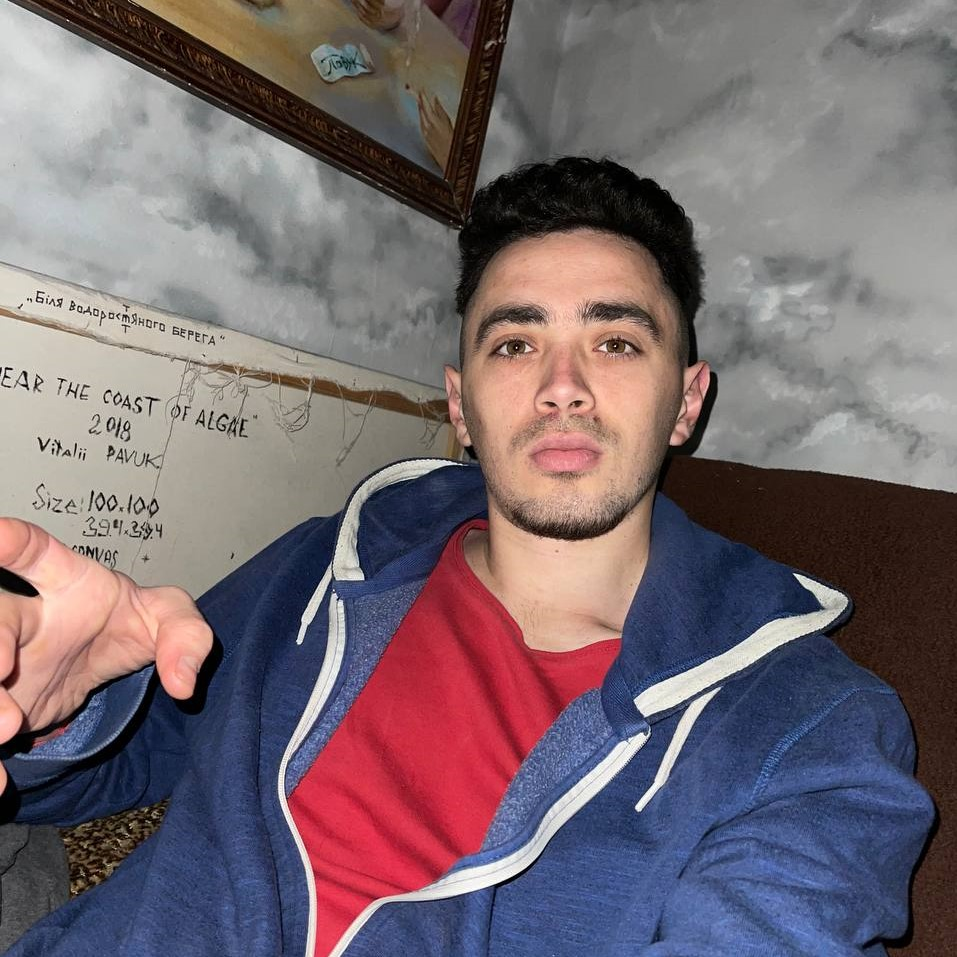
Віталій Павук (сфотографовано 25 Листопада 2022)

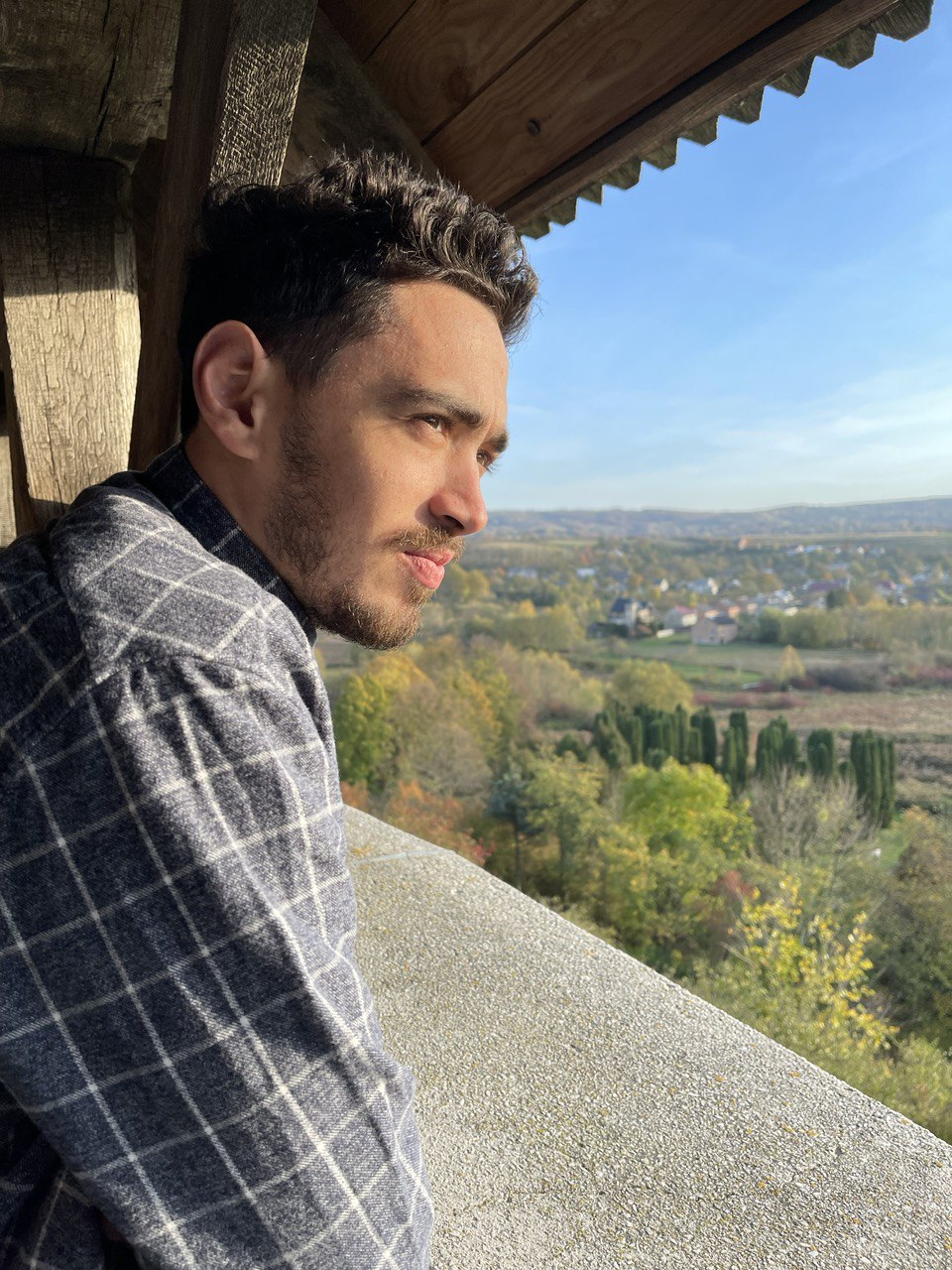
Віталій Павук (сфотографовано 16 Жовтня 2022)

| Прапрапрадіди Прапрапрабабці |              |                         | Марцин Ціпліцький   | Марія Ціпліцька                 | Марцин Ціховський                          | Франко Сідорович                  |                                       |                           |                                        |               |             |                            |                    |